# Giuseppe Mischi
Giuseppe Mischi (Piacenza, 10 aprile 1817 – Piacenza, 18 febbraio 1896) è stato un avvocato, docente e politico italiano.

## Biografia
Il Marchese Giuseppe Mischi fu patriota che aderì al movimento risorgimentale del 1848.
Nel 1848 fu eletto al primo Parlamento Subalpino di Torino nel collegio di Fiorenzuola. Nel 1850, fu arrestato insieme ad altri avvocati piacentini con l'accusa di cospirazione contro il governo ducale, accusa da cui fu assolto.
Dopo i moti risorgimentali del 1859  di Parma e Piacenza, il Mischi fece parte del governo provvisorio piacentino insieme a Giuseppe Manfredi e fu nominato vicepresidente dell'Assemblea costituente che proclamò l'adesione al regno di Sardegna. Con il maestro Giuseppe Verdi ed i patrioti Fioruzzi, Sanvitale e Dosi si recò a Torino da Vittorio Emanuele II per annunciargli la volontà espressa dalle provincie parmensi di unirsi al Regno di Sardegna. Fu poi eletto due volte al Parlamento italiano e nel 1868 fu nominato Senatore del Regno.